# Temporada 1997 del Campeonato Sudamericano de Superturismos
La temporada 1997 de Campeonato Sudamericano de Superturismos fue la temporada inaugural de dicho torneo. Comenzó el 13 de abril y finalizó el 14 de diciembre, totalizando 10 competencias, más una de exhibición.

## Equipos y pilotos
| Equipo            | Auto                 | N.º | Piloto                 | Carreras |
| ----------------- | -------------------- | --- | ---------------------- | -------- |
| Mega Sport        | Ford Mondeo Ghia     | 11  | Hugo Olmi              | 1, 7     |
| Mega Sport        | Ford Mondeo Ghia     |     | Miguel Ángel Guerra    | 3-6      |
| Mega Sport        | Ford Mondeo Ghia     |     | Roberto Giorgi         | 8-9      |
| Mega Sport        | Ford Mondeo Ghia     |     | Néstor Gurini          | 10       |
| Risatti Racing    | Ford Mondeo Ghia     | 14  | Ricardo Risatti II     | Todas    |
| Risatti Racing    | Ford Mondeo Ghia     | 15  | Felipe Maluhy          | 9        |
| INI Racing        | Chevrolet Vectra 16V | 16  | Javier Balzano         | Todas    |
| INI Racing        | Chevrolet Vectra 16V | 17  | José Luis Di Palma     | 1-4      |
| INI Racing        | Chevrolet Vectra 16V |     | Flávio Figueiredo      | 5-10     |
| Race Car          | Alfa Romeo 155 TS    | 18  | Osvaldo López          | Todas    |
| Race Car          | Alfa Romeo 155 TS    | 19  | Juan Manuel López      | 1, 10    |
| Race Car          | Alfa Romeo 155 TS    |     | Paulo de Tarso         | 2        |
| Race Car          | Alfa Romeo 155 TS    |     | Fabián Hermoso         | 4-5, 7   |
| Honda Team        | Honda Accord         | 20  | Aníbal Zaniratto       | Todas    |
| Honda Team        | Honda Accord         | 21  | Miguel Alisi           | 4-5      |
| Honda Team        | Honda Accord         |     | José Luis Di Palma     | 6-8      |
| Honda Team        | Honda Accord         |     | Miguel Ángel Guerra    | 10       |
| Diablo Motorsport | BMW 318i             | 22  | Patricio Spinella      | Todas    |
| Diablo Motorsport | BMW 318i             | 23  | Djalma Fogaça          | 1        |
| Diablo Motorsport | BMW 318i             |     | Nonô Figueiredo        | 2-3      |
| Diablo Motorsport | BMW 318i             | 29  | Maurizio Sala          | 5-6      |
| Diablo Motorsport | BMW 318i             |     | Emiliano Spataro       | 7-10     |
| Proas Team        | BMW 318i             | 23  | Oscar Larrauri         | 4-10     |
| Proas Team        | BMW 318i             | 28  | Danny Candía           | 1-4, 6   |
| Proas Team        | BMW 318i             |     | Ernesto Bessone II     | 8, 10    |
| Proas Team        | BMW 318i             | 29  | Oscar Larrauri         | 1-3      |
| Equipo EFSA       | Peugeot 406          | 30  | Martín Ferrer          | 1        |
| Equipo EFSA       | Peugeot 406          |     | Luiz Paternostro       | 2-3      |
| Equipo EFSA       | Peugeot 406          |     | Roberto Vido           | 4        |
| Equipo EFSA       | Peugeot 406          |     | Carlos Okulovich I     | 5-7      |
| Equipo EFSA       | Peugeot 406          |     | José Visir             | 8        |
| Equipo EFSA       | Peugeot 406          |     | Luiz Fernando Baptista | 9-10     |
| Equipo EFSA       | Peugeot 406          | 31  | Patricio Di Palma      | 1-8      |
| Fineschi Sport    | Toyota Corona E      | 33  | Oscar Fineschi         | Todas    |

## Calendario
| Ronda | Circuito                               | Fecha            |
| ----- | -------------------------------------- | ---------------- |
| NC    | Autódromo Oscar y Juan Gálvez          | 13 de abril      |
| 1     | Autódromo Juan y Oscar Gálvez 1        | 1 de junio       |
| 2     | Autódromo Internacional de Curitiba    | 22 de junio      |
| 3     | Autódromo Santiago Yaco Guarnieri      | 6 de julio       |
| 4     | Autódromo Municipal Juan Manuel Fangio | 3 de agosto      |
| 5     | Autódromo Internacional Ayrton Senna   | 31 de agosto     |
| 6     | Autódromo Juan y Oscar Gálvez 2        | 14 de septiembre |
| 7     | Autódromo Juan y Oscar Gálvez 3        | 19 de octubre    |
| 8     | Autódromo Internacional de Tarumã      | 16 de noviembre  |
| 9     | Autódromo José Carlos Pace             | 23 de noviembre  |
| 10    | Autódromo Juan y Oscar Gálvez 4        | 14 de diciembre  |

## Resultados
| Ronda | Ronda                              | Piloto ganador     | Equipo ganador     |
| ----- | ---------------------------------- | ------------------ | ------------------ |
| NC    | Premio Presentación (Buenos Aires) | Javier Balzano     | INI Racing         |
| 1     | Buenos Aires 1                     | Oscar Larrauri     | Proas Team         |
| 2     | Curitiba                           | Patricio Spinella  | Diablo Motorsport  |
| 3     | Resistencia                        | Oscar Larrauri     | Proas Team         |
| 4     | Rosario                            | Alejandro Pagani   | Pagani Racing Team |
| 5     | Londrina                           | Osvaldo Abel López | Race Car           |
| 6     | Buenos Aires 2                     | Oscar Fineschi     | Fineschi Sport     |
| 7     | Buenos Aires 3                     | Oscar Larrauri     | Proas Team         |
| 8     | Taruma                             | Nonô Figueiredo    | INI Competición    |
| 9     | Interlagos                         | Nonô Figueiredo    | INI Competición    |
| 10    | Buenos Aires 4                     | Ricardo Risatti II | Risatti Racing     |

## Clasificaciones

### Campeonato de Pilotos
| Pos.                                           | Piloto                           |     | BUE  |     | BUE1 | CUR | RES | ROS  | LON  | BUE2 | BUE3 | TAR  | INT    | BUE4 | Puntos |
| ---------------------------------------------- | -------------------------------- | --- | ---- | --- | ---- | --- | --- | ---- | ---- | ---- | ---- | ---- | ------ | ---- | ------ |
| 1                                              | Oscar Larrauri                   |     | 1    | DNS | 1    | 5   | Ret | 4    | 1    | 6    | 8    | 2    | 107    |      |        |
| 2                                              | Osvaldo Abel López               | 4   | 2    | 10  | 2    | DNS | 1   | 3    | 3    | 3    | 3    | 6    | 107    |      |        |
| 3                                              | Javier Balzano                   | 1   | 5    | 6   | 3    | 4   | 3   | 2    | DSQ  | 2    | Ret  | 3    | 90     |      |        |
| 4                                              | Nonô Figueiredo                  |     |      | 2   | 5    |     | Ret | Ret  | Ret  | 1    | 1    | 5    | 73     |      |        |
| 5                                              | Oscar Fineschi                   | Ret | 6    | 7   | 7    | 3   | 4   | 1    | 4    | Ret  | 6    | Ret  | 73     |      |        |
| 6                                              | Patricio Spinella                | 2   | 4    | 1   | 4    | Ret | 2   | 7    | 10   | Ret  | 4    | 11   | 72     |      |        |
| 7                                              | Ricardo Risatti II               | Ret | 11   | 4   | 9    | 6   | Ret | Ret  | Ret  | 7    | 5    | 1    | 52     |      |        |
| 8                                              | José Luis Di Palma               | 3   | 3    | 9   | Ret  | 2   |     | 9    | 2    |      | Ret  |      | 47     |      |        |
| 9                                              | Emiliano Spataro                 |     |      |     |      |     |     |      | 6    | 5    | 2    | 4    | 41     |      |        |
| 10                                             | Patricio Di Palma                | 8   | 8    | 3   | 8    | Ret | Ret | 6    | 5    | DNS  |      |      | 32     |      |        |
| 11                                             | Alejandro Pagani                 | Ret | Ret  | Ret | Ret  | 1   | DNS |      |      |      |      | 13   | 21     |      |        |
| 12                                             | Daniel Marrochi                  | 6   | 13   | 5   | 6    | 8   | 10  | DSQ  | Ret  | 10   | Ret  | 14   | 21     |      |        |
| 13                                             | Miguel Ángel Guerra              |     |      |     | 10   | 7   | 9   | Ret  |      | Ret  | 7    | 9    | 15     |      |        |
| 14                                             | Fabián Hermoso                   |     |      |     |      | DNS | 5   |      | 7    |      |      |      | 12     |      |        |
| 15                                             | Aníbal Zaniratto                 |     | 10   | Ret | 11   | Ret | 8   | 10   | 8    | 8    | Ret  | 12   | 11     |      |        |
| 16                                             | Danny Candía                     | 7   | 9    | 8   | 12   | 9   |     | 8    |      |      |      |      | 10     |      |        |
| 17                                             | Carlos Okulovich I               |     |      |     |      |     |     | 5    | Ret  |      |      |      | 8      |      |        |
| 18                                             | Juan Manuel López                |     | 7    |     |      |     |     |      |      |      |      | 10   | 7      |      |        |
| 19                                             | Maurizio Sala                    |     |      |     |      |     | 6   | Ret  |      |      |      |      | 6      |      |        |
| 20                                             | Miguel Alisi                     |     |      |     |      | Ret | 7   |      |      |      |      |      | 4      |      |        |
| 21                                             | Hugo Olmi                        |     | 12   |     |      |     |     |      | 9    |      |      |      | 2      |      |        |
| 22                                             | Roberto Vido                     |     |      |     |      | 10  |     |      |      |      |      |      | 1      |      |        |
| 23                                             | Ernesto Bessone II               |     |      |     |      |     |     |      |      | 4    |      | 8    | 0      |      |        |
| 24                                             | Luiz Fernando Baptista           |     |      |     |      |     |     |      |      |      | Ret  | 7    | 0      |      |        |
| 25                                             | Roberto Giorgi                   |     |      |     |      |     |     |      |      | 9    | Ret  |      | 0      |      |        |
| 26                                             | Luiz Paternostro                 |     |      | Ret | 13   |     |     |      |      |      |      |      | 0      |      |        |
| NC                                             | Martín Ferrer                    | 5   | Ret  |     |      |     |     |      |      |      |      |      | 0      |      |        |
| NC                                             | Djalma Fogaça                    |     | Ret  |     |      |     |     |      |      |      |      |      | 0      |      |        |
| NC                                             | Paulo de Tarso                   |     |      | Ret |      |     |     |      |      |      |      |      | 0      |      |        |
| NC                                             | José Visir                       |     |      |     |      |     |     |      |      | Ret  |      |      | 0      |      |        |
| NC                                             | Felipe Maluhy                    |     |      |     |      |     |     |      |      |      | Ret  |      | 0      |      |        |
| NC                                             | Néstor Gurini                    |     |      |     |      |     |     |      |      |      |      | Ret  | 0      |      |        |
| Solo pilotos de la carrera Premio Presentación |                                  |     |      |     |      |     |     |      |      |      |      |      |        |      |        |
|                                                | Eduardo Rodriguez Canedo (padre) | 9   |      |     |      |     |     |      |      |      |      |      |        |      |        |
|                                                | Francisco Mayorga                | 10  |      |     |      |     |     |      |      |      |      |      |        |      |        |
|                                                | Adalberto dos Santos             | 11  |      |     |      |     |     |      |      |      |      |      |        |      |        |
|                                                | Fabián Malta                     | Ret |      |     |      |     |     |      |      |      |      |      |        |      |        |
| Pos.                                           | Piloto                           | BUE | BUE1 | CUR | RES  | ROS | LON | BUE2 | BUE3 | TAR  | INT  | BUE4 | Puntos |      |        |
| Fuentes:                                       |                                  |     |      |     |      |     |     |      |      |      |      |      |        |      |        |

| Color     | Resultado                                                               |
| --------- | ----------------------------------------------------------------------- |
| Oro       | Ganador                                                                 |
| Plata     | 2.ª plaza                                                               |
| Bronce    | 3.ª plaza                                                               |
| Verde     | Finalizó en los puntos                                                  |
| Azul      | Finalizó sin puntos                                                     |
| Azul      | NC - No clasificado                                                     |
| Violeta   | Ret - No terminó (Carrera)                                              |
| Rojo      | DNQ - No se clasificó                                                   |
| Negro     | DSQ - Descalificado                                                     |
| Blanco    | DNS - No empezó (carrera)                                               |
| Blanco    | WD - Retirado (fin de semana)                                           |
| Blanco    | C - Carrera cancelada                                                   |
| Sin color | DNP - Inscrito pero no participó                                        |
| Sin color | INJ - Lesionado                                                         |
| Sin color | EX - Excluido                                                           |
| Estado    | Resultado                                                               |
| Negrita   | Pole position                                                           |
| Cursiva   | Vuelta rápida                                                           |
| †         | Abandona, pero clasifica al completar el porcentaje requerido para ello |

### Citas
1. ↑  «1997 Premio Presentación». Super Touring Register (en inglés). Consultado el 26 de septiembre de 2023.
2. ↑  «1997 Copa de las Naciones Super Turismo». Super Touring Register (en inglés). Consultado el 26 de septiembre de 2023.